# Harald el Negro
Harald el Negro (nórdico antiguo: Haraldr svarti) también Harald de Islay, fue un caudillo hiberno-nórdico de las Hébridas y rey vikingo de Mann (Harald II) (r. 1035–1040), hijo de Gofraid mac Arailt, uno de los reyes de Mann; fue padre del legendario Godred Crovan.
A la muerte de Harald, el reino pasó bajo el control de los jarls de las Orcadas, y el trono a un pariente lejano de Harald llamado Sygtrygg cuyo hermano era monarca del reino de Dublín. A la muerte de Sygtrygg la corona pasó a su hijo Godred Sigtryggsson (Godred II) en 1075 y más tarde a Fingal Godredson pero Godred Crovan ya no tuvo más paciencia y considerando ser legítimo heredero del trono insular de Harald lanzó todo su poderío militar en varias embestidas hasta conquistar la isla de Man al tercer intento, llegando a ocupar incluso el trono vikingo de Dublín.